# Herschell Gordon Lewis
Herschell Gordon Lewis (15 de juny de 1926 - 26 de setembre de 2016) va ser un cineasta estatunidenc, més conegut per crear el subgènere "splatter" de pel·lícules de terror. Sovint és anomenat el "Padrí de Gore" (títol també donat a Lucio Fulci), tot i que la seva carrera cinematogràfica va incloure treballs en una varietat de gèneres de cinema d'explotació, com ara pel·lícules de delinqüents juvenils, nudie-cuties, dues pel·lícules infantils i almenys una comèdia rural. Sobre la carrera de Lewis, AllMovie va escriure: "Amb les seves pel·lícules gore més conegudes, Herschell Gordon Lewis va ser un pioner, va anar més enllà del que ningú s'atrevia, sondejant les profunditats del fàstic i el malestar a la pantalla amb més mal gust i imaginació que ningú de la seva època."

## Primers anys
Herschell Gordon Lewis va néixer l'any 1926 a Pittsburgh, Pennsilvània, fill de Geraldine (Waldman) i Emmanuel. Lewis era jueu. El seu pare va morir quan ell tenia sis anys; la seva mare mai es va tornar a casar. La família de Lewis es va traslladar a Chicago, Illinois, on va passar la major part de la seva adolescència. Després de graduar-se a l'escola secundària, Lewis va rebre una llicenciatura i un màster en periodisme a la Northwestern University a la propera Evanston (Illinois). Uns anys més tard, va ensenyar breument comunicacions a la Mississippi State University. Va deixar la seva carrera acadèmica per convertir-se en gerent de WRAC Radio a Racine (Wisconsin), i més tard per convertir-se en director d'estudi a l'estudi WKY-TV a Oklahoma City.
El 1953, Lewis va començar a treballar per a l'agència de publicitat d'un amic a Chicago mentre impartia cursos de postgrau de publicitat a la nit a la Roosevelt University. Mentrestant, va començar a dirigir anuncis de televisió per a una petita productora anomenada Alexander and Associates. Més tard, Lewis va comprar la meitat de l'empresa amb el soci de negocis Martin Schmidhofer i la va rebatejar com a Lewis and Martin Films.
Lewis va dirigir un curtmetratge promocional titulat Carving Magic, patrocinat per Swift & Company, el 1959. Juntament amb l'"economista domèstica" de Swift & Company, Martha Logan, el curt fou protagonitzat per William Kerwin i Harvey Korman, que protagonitzarien altres projectes de Lewis.

## Carrera cinematogràfica
Lewis va ser productor de la seva primera aventura cinematogràfica, The Prime Time (1959), que va ser el primer llargmetratge produït a Chicago des de finals dels anys 1910. A partir d'aleshores assumiria les funcions de direcció de gairebé totes les seves pel·lícules. La seva primera d'una llarga sèrie de col·laboracions amb el productor d'explotació David F. Friedman, Living Venus (1961), va ser un relat fictici basat en la història de Hugh Hefner i els inicis de Playboy. Les pel·lícules de Lewis i Friedman eren d¡antuvi pel·lícules d'explotació, i les escenes de nus de les pel·lícules, encara que softcore, no es van veure a les imatges "generalistes" de Hollywood a causa de la censura imposada pel Codi Hays.
Ambdós van continuar amb una sèrie de pel·lícules eròtiques a principis dels anys seixanta. Aquestes pel·lícules van marcar l'inici d'un enfocament deliberat a la realització cinematogràfica que cada part respectiva continuaria al llarg de les seves carreres de producció: pel·lícules fetes únicament amb la intenció d'obtenir beneficis. Típics d'aquests nus eren les comèdies Boin-n-g! (1963) i The Adventures of Lucky Pierre (1961), una pel·lícula feta amb un pressupost reduït de 7.500 dòlars, que es convertiria en el primer gran èxit financer del duo; va guanyar tres vegades el seu pressupost en el seu primer llançament. Com que les restriccions cinematogràfiques encara no havien permès representacions sexuals a les pel·lícules, la major part dels primers treballs de Lewis i Friedman consistia en funcions del campament nudista com Daughter of the Sun (1962) i Goldilocks and the Three Bares (1963), que es va presentar adequadament com "el primer (i fins ara l'únic) musical nudista".
Amb el mercat de nus començant a decaure, Lewis i Friedman van entrar en un territori desconegut amb la seminal Blood Feast de 1963, considerada per la majoria de la crítica com la primera pel·lícula "gore". A causa de la naturalesa sense precedents d'aquest tipus de pel·lícules, van ser capaços d'atendre el mercat de l'autocinema que hauria estat inaccessible amb les seves pel·lícules anteriors. Two Thousand Maniacs! (1964) i Color Me Blood Red (1965) van seguir la mateixa fórmula. El gore a tot color que es mostra en aquestes pel·lícules va causar sensació, amb cineastes de terror de tot el món ansiosos per saturar les seves produccions amb efectes visuals igualment impactants.
Lewis va deixar de treballar amb Friedman després de fer Color Me Blood Red, però va continuar fent més pel·lícules gore als anys setanta. La seva següent entrada de gore no vindria fins al 1967, amb A Taste of Blood, sovint anomenada "Allò que el vent s'endugué del Gore" a causa del seu temps d'execució relativament llarg de gairebé dues hores. L'any següent aportaria una visió més extrema del gènere, The Gruesome Twosome (1967), més destacada per incorporar un ganivet elèctric utilitzat per tallar el cuir cabellut a una de les víctimes.
Fora del seu famós cànon de gore, Lewis va seguir una àmplia gamma d'altres vies d'explotació al llarg dels anys seixanta. Alguns dels temes més tabú que va explorar inclouen delinqüència juvenil (Just for the Hell of It, 1968), intercanvi de parelles (Suburban Roulette, 1968), la corrupció de la indústria musical (Blast-Off Girls, 1967), i el control de natalitat (The Girl, the Body, and the Pill, 1967). Tampoc no s'estava d'aprofitar el mercat infantil, com amb Jimmy the Boy Wonder (1966) i The Magic Land of Mother Goose (1967), que es van ampliar fins a la durada del llargmetratge incorporant dibuixos animats fets a l'estranger. La majoria de les pel·lícules de Lewis es poden comprar a través de l'empresa de vídeo Something Weird Video, amb seu a Seattle, que troba i restaura pel·lícules d'explotació perdudes i poc vistes dels anys 50, 60 i 70.
Lewis va finançar i va produir gairebé totes les seves pròpies pel·lícules amb els fons que va fer de la seva exitosa empresa de publicitat amb seu a Chicago. Sempre enginyós malgrat els baixos pressupostos amb què treballava, Lewis va comprar els drets d'una pel·lícula inacabada i la va completar ell mateix, retitulant la pel·lícula Monster a Go-Go (1965). Molts anys després, la pel·lícula va guanyar notorietat després de ser mostrada al programa de televisió Mystery Science Theatre 3000, on el repartiment va declarar que era la pitjor pel·lícula que havien fet mai. Lewis repetiria aquesta fórmula quan va adquirir una peça psicològica valenta anomenada The Vortex i la va publicar com a Stick It in Your Ear (1970) per ser mostrada amb doble sessió amb The Wizard of Gore (1970). Aquest enfocament va demostrar el coneixement empresarial de Lewis; en posseir els drets de distribució d'ambdues pel·lícules (així com de la majoria dels seus llargmetratges), sabia que no es deixaria desplumar pels cinemes fent malabars amb els retorns de taquilla, una pràctica habitual en aquell moment.
La tercera fase gore de Lewis va servir per empènyer el gènere a un territori de xoc encara més escandalós. The Wizard of Gore (1970) presentava un mag escènic que mutilaria severament els seus voluntaris mitjançant una sèrie de rutines despietades. L'any 1973, Lewis havia pres l'enfocament del gore fins a un límit tal que va començar a autoparodiar-se, per això The Gore Gore Girls (1972) (amb una aparició de Henny Youngman com a propietari d'un club topless) marcaria la seva semi-retirada del cinema.
A principis dels anys setanta, va decidir abandonar la indústria cinematogràfica per treballar en el copywriting i el mercadotècnia, un tema sobre el qual va publicar diversos llibres als anys vuitanta. Se suposa que és molt conegut en màrqueting directe com un dels redactors de copywriting amb més èxit.

## Treball posterior i mort
Durant la seva jubilació del cinema, Lewis va escriure i va publicar més de vint llibres durant la seva llarga carrera empresarial en publicitat, incloses "The Businessman's Guide to Advertising and Sales Promotion" el 1974 i "How to Handle Your Own Public Relations" el 1977. Va seguir un corrent lent però constant de llibres, que semblava convertir-se en un torrent als anys noranta. Lewis es va establir a Fort Lauderdale, Florida i va fundar la seva pròpia empresa de publicitat, Communicomp, una agència de màrqueting directe de servei complet amb clients a tot el món.
Lewis va passar tres anys a la presó durant la dècada de 1970 després d'haver estat condemnat per frau.
El 2002, Lewis va estrenar la seva primera pel·lícula en trenta anys, Blood Feast 2: All U Can Eat, una seqüela de la primera pel·lícula. Va presentar un cameo de John Waters, un fan del treball de Lewis.
El 2006, Lewis va ser inclòs al Saló de la Fama de Polly Staffle. Lewis tenia un parell de projectes cinematogràfics en desenvolupament amb la productora de llargmetratges de Florida Film Ranch International. També va fer un cameo a la pel·lícula de 2004 Chainsaw Sally, i va protagonitzar el primer número d'American Carnevil, una novel·la gràfica creada per Johnny Martin Walters.
El 2009, Lewis va llançar The Uh-Oh! Show, una pel·lícula sobre un programa de jocs de televisió on els concursants són desmembrats per cada resposta incorrecta. La primera projecció va ser el 8 de novembre de 2009, al Festival de Terror Abertoir a Aberystwyth, Gal·les i va concloure amb un Q&A amb Lewis sobre la pel·lícula. El 2016, Herschell va aparèixer com a protagonista a "Terror Toons 3": Herschell's Gory Story de Joe Castro.
El 2009 Lewis va escriure el llibre The Godfather of Gore Speaks: Herschell Gordon Lewis Discusses His Films amb Andrew J. Rausch.
El 2016 Arrow Video va editar una caixa de 17 discs titulats The Herschell Gordon Lewis Feast que inclou catorze dels les pel·lícules més essencials de Lewis (incloent-hi nou debuts mundials en Blu-ray). Budd Wilkins va escriure sobre el conjunt a Slant Magazine, "The Herschell Gordon Lewis Feast" hauria de proporcionar una àmplia evidència que Lewis, que va produir, dirigir, escriure, va rodar, editar i/o gravar les seves pròpies pel·lícules; veritablement mereix l'epítet d'autor que se sol concedir a molts més cineastes pretensiosos."
Lewis va morir el 26 de setembre de 2016, a Fort Lauderdale, Florida, als 90 anys.

## Filmografia
| Any  | Pel·lícula                         | Paper                         | Altres notes                                      |
| ---- | ---------------------------------- | ----------------------------- | ------------------------------------------------- |
| 1961 | The Adventures of Lucky Pierre     |                               | acreditat com Lewis H. Gordon                     |
| 1962 | Living Venus                       |                               |                                                   |
| 1962 | Daughter of the Sun                |                               | acreditat com Lewis H. Gordon                     |
| 1963 | Bell, Bare and Beautiful           |                               | acreditat com Lewis H. Gordon                     |
| 1963 | Boin-n-g!                          |                               | acreditat com Lewis H. Gordon                     |
| 1963 | Blood Feast                        | L’anunciant de ràdio          |                                                   |
| 1963 | Goldilocks and the Three Bares     |                               | acreditat com Lewis H. Gordon                     |
| 1963 | Scum of the Earth!                 | El narrador                   | acreditat com Lewis H. Gordon                     |
| 1964 | Two Thousand Maniacs!              |                               | canta la cançó del títol                          |
| 1964 | Moonshine Mountain                 |                               |                                                   |
| 1965 | Sin, Suffer and Repent             |                               | documental/informercial; pel·lícula perduda       |
| 1965 | Monster a Go-Go                    | L'anunciant de ràdio          | no acreditat com director                         |
| 1965 | Color Me Blood Red                 |                               |                                                   |
| 1966 | Jimmy, the Boy Wonder              | El narrador                   |                                                   |
| 1967 | The Magic Land of Mother Goose     |                               |                                                   |
| 1967 | A Taste of Blood                   | The Limey Seaman              |                                                   |
| 1967 | The Gruesome Twosome               | L'anunciant de ràdio          |                                                   |
| 1967 | Something Weird                    | El narrador                   |                                                   |
| 1967 | The Girl, the Body, and the Pill   |                               |                                                   |
| 1967 | Blast-Off Girls                    |                               |                                                   |
| 1967 | An Eye for an Eye                  |                               | mai acabada                                       |
| 1968 | She-Devils on Wheels               |                               |                                                   |
| 1968 | The Alley Tramp                    | Gene Stallion, Radio Reporter | acreditat com Armand Parys                        |
| 1968 | Just for the Hell of It            |                               |                                                   |
| 1968 | How to Make a Doll                 |                               |                                                   |
| 1968 | Suburban Roulette                  |                               |                                                   |
| 1969 | The Ecstasies of Women             |                               | acreditat com Mark Hansen                         |
| 1969 | Linda and Abilene                  |                               | acreditat com Mark Hansen                         |
| 1970 | Miss Nymphet's Zap-In              |                               | acreditat com Sheldon Seymour                     |
| 1970 | The Wizard of Gore                 |                               |                                                   |
| 1971 | This Stuff'll Kill Ya!             |                               |                                                   |
| 1972 | Black Love                         |                               | pel·lícula pornogràfica; acreditat com R.L. Smith |
| 1972 | Year of the Yahoo!                 |                               |                                                   |
| 1972 | The Gore Gore Girls                |                               |                                                   |
| 2002 | Blood Feast 2: All U Can Eat       |                               |                                                   |
| 2008 | Smash Cut                          | Fred Sandy                    |                                                   |
| 2009 | The Uh-Oh! Show                    | Uncle Herschell / El narrador |                                                   |
| 2015 | B-Documentary                      | Ell mateix                    |                                                   |
| 2017 | Herschell Gordon Lewis' BloodMania |                               |                                                   |